# Палата Кински
Палата Кински (чеш. Palác Goltz-Kinských или Golz-Kinský)  једна је знаменитих грађевина из периода рококоа у и једна од доминаантних зграда Старог градског трга у Прагу. Поред  архитектонског решења, палата поседује изврсне уметничке и занатске елементе и детаље екстеријера и ентеријера.

## Положај
Палата Кински се налази на тргу Староместске намјести (чеш. Staroměstské náměstí, раније Велке намјести чеш. Velké náměstí)  у Старом месту уједном од квартова Прага у Чешкој на броју 606/12. Са источне страна палате је споменика Јану Хусу, а непосредно уз палату је кућа Камено звоно на броју 605/13.

## Историја
Палата Кински је саграђена између 1755. и 1765. године на плацу од три куће са раносредњовековним темељима. Најјужнијој кући, која се први пут помиње 1363. године, претходила је романичка зграда из 12. века, чије је приземље, изграђено блоковским зидањем, сачувано у подруму палате. После 1560. године, када је кућа била у власништву Трчки оф Липа, а касније Прицховскыс оф Ходејов, догодиле су се ренесансне реконструкције. Северни део данашње палате изграђен је у другој трећини 13. века. Због средњовековног начина живота, оригинално приземље је сачувано у данашњим подрумима, укључујући и раноготички свод крижа.
Две куће су се први пут спојиле 1508. године, када их је изнајмио Албрехт из Коловрата. Око 1583. године северни део зграде претрпео је велику реконструкцију, током које је, између осталог, на фасади подигнут балкон.
Најкасније 1750. године гроф Голз, Јан Арношт, стекао је северни део палате, пре 1755. године, а потом је купио јужни део и дефинитивно их ујединио. Када је палата продана Франтишеку Олдриху Кинском 1768. године, она је већ имала свој коначни облик а Платзер ју је можда чак украсио статуама.
Током 1930-их на палата је додатно проширена додавањем северне (леве) куће бр. 607, где су поново сачувани готски подруми, и преуређена је у класицистичком стилу.
Комплекс се састоји од главне зграде уз трг, левог крила, попречног крила, зграде у улици Тинска и бочних крила. Задња зграда у улици Тинска датира из 1838. године, као и касне класицистичке модификације фасада.
Истовремено су обновљена и оба дворишта палате, чији је задњи део првобитно служио као фарма. Овде је сачувана чесма са правоугаоним резервоаром.
Палатом од 1949. године управља Национална галерија у Прагу.

## Архиртектура
Палата је саграђена на романичким парцелама из 12. века, на месту ренесансних палата 1755. до 1765, вероватно према пројекту Анселма Лурага. Комплекс се састоји од главне зграде уз трг, левог крила, попречног крила, зграде у улици Тинска и бочних крила.
Фасада је величанствена, украшена штукатуром, фигуралним рељефним украсоима  и статуама.
Подруми заузимају целокупан тлоцрт зграде, сачували су готска седласта портала и торзо романичког портала.
У приземљу између пролаза налази се монументално класицистичко троделно степениште, са централним улазним краком и барокним вратним сводовима изузев у северном крилу у коме се налази с готички свод. Улазе на степениште са пиластрима и коринтским капителима, воде од класицистичка врата, украшених воланчићима у супрапортуном кованом фризу.
У три велике сале сачуване су дрвене ламбрије, облоге прозора, класицистичке ролетне и четвртасти паркети.  На другом спрату понавља распоред доњег спрата, али има једноставнију декорацију, паркети су овде модернији. У средини ксе налази полукружно висеће степениште. Подови понављају распоред приземља, равних су плафона, по висини уједињени са капителом. палате.

## Значај палате  за историју Прага
Дана 9. јуна 1843. у палати је рођена Берта фон Сутнер , каснији секретар Алфреда Нобела , и    прва жена која је добила Нобелову награду за мир 1905. године.
Крајем 19. века у згради је била смештена немачка гимназија, коју је од 1893. до  1901. године похађао Франц Кафка ,  а деценију касније  Франтишек Р. Краус .
У међуратном периоду у палати се налазила пољска амбасада (од 1922. до 1934. године).
Године 1948, палата је одиграла важну улогу у  комунистичкој пропаганди - јер је, 25. фебруара, Клемент Готвалд одржао свој историјски говор са балкона палет који почиње са речима "Управо сам се вратио из замка"
Током 1949. године Палата је Кински  постала је седиште графичке збирке Националне галерије у Прагу.
На прелазу 1960-их и 1970-их, група The Plastic People of the Universe имала је просторију за пробе у палати Кински под покровитељством Прашког културног центра.  
У 1995. години, заједно са Старим градском тргом  палате је проглашена за националним споменик културе.

## Збирка Уметност Азије и старог Медитерана у палати Кински
Тренутно се у палати Кински налази колекција Националне галерије Уметност Азије и старог Медитерана.

## Збирка графика и цртежа у палати Кински
Збирка садржи врло квалитетну колекцију немачке и холандске графике 16. века са делима Албрехта Дирера и његових савременика, Хиеронимуса Коха или Хендриха Голтца и његових ученика, а такође је значајно су заступљени и италијански ренесансни цртеж.
- Датаљи са једне од изложби у палати

Чувени аутопортрет Ђузепеа Арчимболда део је одличне колекције рудолфинијанских цртежа и графика. Међу важним колекцијама налазе се гравуре Јацкуес Цаллот-а, или колекцију графичких листова Рембрандта ван Ријна и његове школе. Средњоевропска ⁠ - ⁠ посебно чешка ⁠ - ⁠ графика и цртежи 17. века представљени су, на пример, цртежима Карела Шкрете итд. Колекција од више од 5.000 графика и цртежа Вацлава Холара једна је од три најважније такве врсте у свету. Из бројне колекције 18. века, споменимо, на пример, готово у потпуности представљено графичко дело Ђованија Батисте Пиранесија.
Бројна колекција уметности 19. века укључује дела породице Манес или бакрописе Јосефа Берглера, цртеже Цаспара Давида Фриедрицха или касније, на пример, Едварда Мунцха и других. Збирка радова на папиру из такозване француске колекције са делима Пабла Пикаса или Жоржа Бракеа је веома важна. Алфонс Мухе и Егон Шиела, на пример, представљају висококвалитетну колекцију европске сецесије и декадентних дела. У колекцији су и дела Франтишека Купке. Чешки модернизам представљају цртежи Бохумила Кубиште или Ота Гутфреунда, графичке листове Емила Филе, надреалистичка дела Јиндрицха Штирског и Тоиена. Од друге половине 20. века могу се поменути отисци Владимира Боудника, бакрописи Јири Балцар-а или колажи Јири-а Колар-а. Једна од најважнијих коверти у колекцији је комплет цртежа Јана Зрзавија. Аутори из друге половине 20. века.
Збирка графика и цртежа је, дакле, разнолика и богата колекција различитих периода и стилова. Међутим, пошто уметничка дела на папиру не могу дуго да буду изложена, цртежи и графике се редовно представљају на краткотрајним изложбама и графичким ормарићима.

## Галерија
- Екстеријер палате

- Ентеријер палате